# Lopende bas

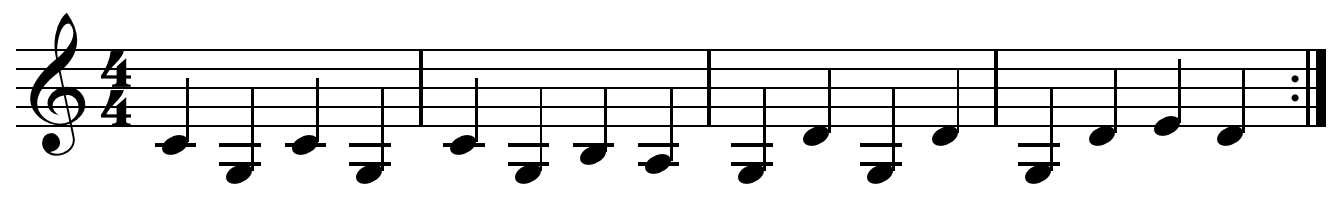
Lopende bas

Een lopende bas (Engels: walking bass) is de baslijn die gespeeld wordt bij jazz, vaak door een getokkelde contrabas of een ander basinstrument. De lijn beweegt zich melodisch op en neer in grotendeels gelijkblijvende notenwaarden en loopt meestal voortdurend door terwijl de andere muzikanten thema's en/of strakke akkoorden spelen.
De lopende bas is de basislijn van een jazznummer. De andere instrumentbespelers improviseren hierop of spelen een thema met de akkoorden waarop de lopende bas is opgebouwd.
Een goed voorbeeld van een lopende bas is Cold duck time van Eddie Harris. De bas zet in en de rest van de jazzgroep bouwt erop voort.